# Jaritzbergbach
Der Jaritzbergbach ist ein fast 1,8 Kilometer langer linker Nebenfluss des Liebochbaches in der Steiermark. Er entspringt nordnordwestlich des Hauptortes von Sankt Bartholomä, südlich der Ortslage Haflingerhof, nahe der Gemeindegrenze zu Sankt Oswald bei Plankenwarth und fließt in einem leichten Rechtsbogen insgesamt nach Süden. Nördlich von Sankt Bartholomä mündet er in der Nähe der L336 in den Liebochbach, der kurz danach nach rechts abknickt. Auf seinem Lauf nimmt der Jaritzbergbach von links vier unbenannte Bäche auf.